# 스코틀랜드 독립 전쟁
스코틀랜드 독립 전쟁(영어: Wars of Scottish Independence, 스코트어: Wars o Scots Unthirldom)은 13세기 말에서 14세기 초에 걸쳐 스코틀랜드 왕국과 잉글랜드 왕국 사이에 벌어진 일련의 군사행동을 일컫는다.
1296년 잉글랜드가 스코틀랜드를 침공하여 시작된 제1차 전쟁(1296년 ~ 1328년)은 1328년 애든버러-노샘프턴 조약의 체결로 종료되었다. 제2차 전쟁(1332년 ~ 1357년)은 1332년 에드워드 발리올이 스코틀랜드 왕위를 주장하며 잉글랜드의 지원을 받아 쳐들어옴으로써 발발, 1357년 베릭 조약으로 종료되었다. 스코틀랜드의 독립이 확정된 뒤에도 양국은 1603년 동군연합이 될 때까지 산발적인 충돌을 계속했다(영국-스코틀랜드 전쟁). 스코틀랜드 독립 전쟁은 스코틀랜드의 거대한 국가위기의 일부였으며, 동시에 최종적으로 독립을 쟁취해냄으로써 스코틀랜드 역사상 가장 결정적인 시기였다. 양차 독립 전쟁은 모두 스코틀랜드의 독립국으로서의 지위를 재확인하는 것으로 끝났다. 또한 중세 전쟁에서 장궁이 전면에 나서게 된 중요한 시점이기도 하다.

## 배경

### 기후
1200년대 초반 스코틀랜드는 대체로 온화한 기후였다. 당시 그곳에 거주하던 켈트족들은 삶이 풍족하지는 않아도 굶주리거나 힘든 생활이 아니었다. 그러나 소빙하기가 닥치면서 점점 추워지기 시작했다. 1215년 동유럽의 혹한으로 대흉작이 발생했고, 특히 산악지역이었던 스코틀랜드는 고지대의 빙하가 저지대로 내려오면서 농지들이 파괴되었다. 1200년대 말부터 1300년대 초반 추위와 많은 비로 유럽에 대기근이 발생했고, 수많은 농민이 굶어 죽었다.

### 기근
런던을 가로지르는 템즈 강이 겨울 내내 얼어붙었고, 극심한 한파와 함께 발생하는 특성을 가진 폭풍과 돌풍이 영국해협과 북해를 강타했다. 많은 농토가 날씨로 인해 소실됐다. 식량 부족으로 인한 기근은 체력을 약화시키면서 질병이나 전염병으로 많은 사람이 죽어 나갔다. 이러한 대기근은 속에서도 잉글랜드의 왕은 막중한 세금을 부과했고, 스코틀랜드인들을 이에 자극받게 되었다.

### 전쟁의 서막
전쟁은 스코틀랜드의 기사 윌리엄 윌레스에게 일어난 한 사건으로 일어나게 된다. 아이샤이어의 전설에 따르면, 루낙(Lanark) 시장에서 2명의 잉글랜드 병사가 낚시를 하고 있던 월레스에게 시비를 걸었다고 한다. 싸움이 일어났고, 월레스는 두 잉글랜드 병사를 죽였다. 눈먼 해리는 얼바인(Irvine) 강가의 싸움에서 월레스가 5명의 잉글랜드 병사들을 죽였다고도 한다. 곧 월레스에게는 체포령이 내려졌다. 던디(Dundee)에 위치한 성 바울 성당(St. Paul's Cathedral)의 장식판 내용에 따르면 월레스는 그와 그의 가족을 모욕한 던디의 잉글랜드인 지배자의 아들을 죽이는 것으로 그의 독립 전쟁을 시작했다고 한다.

## 제1차 스코틀랜드 독립 전쟁
그동안 기근과 압제에 시달려 온 스코틀랜드 민중들은 너 나 할 것 없이 월레스의 반란군에 합류했다. 잉글랜드의 에드워드 1세는 반란을 진압하기 위해 1297년 대부대를 스코틀랜드로 진군시켰다. 양쪽 군대가 마주친 곳이 스털링이다.
잉글랜드는 전통적인 기병을 이용한 전술을 스코틀랜드와의 전쟁에서 사용했다. 잉글랜드는 대규모 전투에서 먼저 화살을 이용해 일제 사격을 한 후 기병들의 돌격으로 보병들의 방어진을 무력화시킨 후 보병을 돌격시켜 승리하는 방법을 사용했다. 대적할 기병이 없던 월레스가 사용한 전술이 장창전법이었다. 알렉산더 대왕의 장창병을 연상시키는 기다란 나무 창으로 바리케이드를 만든 다음 공격해 들어오는 잉글랜드의 기병들을 무력화시킨 것이다.
스털링에서 대승을 거둔 월레스의 스코틀랜드 반군은 잉글랜드를 공격했다. 에드워드 1세는 스코틀랜드 토착귀족들에게 당근을 줘 월레스를 배신하게 한다. 그런 다음 1298년 폴커크 전투에서 월레스의 스코틀랜드 반란군을 격파하는 데 성공한다. 폴커크에서 패한 뒤 프랑스로 탈출한 월레스는 세를 규합해 저항을 계속하다가 1305년 다시 패배해 체포된 뒤 사형당했다.
하지만 월레스를 처형하는 잔혹한 조치는 오히려 스코틀랜드인들의 자유를 향한 의지를 크게 만들었다. 스코틀랜드인들은 월레스의 영웅적인 싸움과 죽음에 고무됐고, 잉글랜드로부터의 압제에서 벗어나기 위해 꾸준히 투쟁을 계속했다. 이 독립전쟁을 이끌었던 사람이 바로 로버트 더 브루스(Robert the Bruce)다. 그는 월레스의 죽음 이후 다른 스코틀랜드 귀족들과의 싸움에서 승리한 후 왕위에 올랐다.
1314년 월레스가 대승을 거뒀던 장소인 스털링으로부터 3.2㎞ 정도 남쪽에 위치한 배녹번(Bannockburn)에서 잉글랜드와 스코틀랜드의 결전이 벌어졌다. 스코틀랜드의 왕 브루스는 정형적인 전쟁으로 잉글랜드를 이길 수 없다고 판단했다. 그는 지형과 날씨를 활용하는 비정형전쟁을 계획했다. 잉글랜드군이 사용할 수 있는 집과 작물은 철저히 불에 태웠다. 험악한 스코틀랜드의 산지를 이용해 전투를 했고, 밤에는 계속적인 기습을 가했다.
야영을 할 때도 잉글랜드 병사들은 어둠 속에서 들려오는 백파이프와 뿔피리 소리 때문에 잠을 이루지 못했다. 잉글랜드 병사들은 굶주리고 지치고 끊임없이 시달렸다.
여기에다 브루스는 거꾸로 소수의 병력밖에 없는 잉글랜드의 북부 성들을 공격해 집과 작물을 불태우고 가축을 죽이는 등 잉글랜드 북부지방을 황폐화시켰다.
계속적인 기습과 병사들의 사기 저하와 식량 부족, 그리고 이질로 수많은 병사가 쓰러져 가자 잉글랜드는 후퇴할 수밖에 없었다. 잉글랜드 북부로 돌아온 잉글랜드군 앞에는 스코틀랜드 군에게 황폐화된 불모지밖에 없었다. 잉글랜드군의 사기는 땅에 떨어졌다. 이제는 그 누구도 스코틀랜드와 싸우려 하지 않았다.
성들이 하나씩 하나씩 스코틀랜드의 수중으로 넘어갔다. 비정형전쟁으로 승기를 잡은 브루스는 1314년 배녹번 전투에서 잉글랜드와 정면으로 맞서 싸워 승리하면서 독립을 쟁취하게 된다.

## 같이 보기
- 스코틀랜드 독립운동
- 아일랜드 독립 전쟁
- 아일랜드의 반란 목록